# 山梨県道618号観音平下久保線
山梨県道618号観音平下久保線（やまなしけんどう618ごう かんのんだいらしもくぼせん）は、山梨県北杜市を起点・終点とする一般県道である。

## 概要
八ヶ岳の南峰の編笠山登山口である観音平へのアクセス路線として用いられている。形状としては典型的な山道であり、ヘアピンカーブが連続している。
また、小淵沢駅から観音平まではバス路線がないので、編笠山登山に出かける場合は、タクシーその他の自動車の利用が必要となる。
冬期には道そのものが封鎖になる時期もあるので注意が必要である。
なお、「観音平下久保線」という名称ではあるが、小淵沢町下久保地区まで路線が延びていない。これは、地方主要道である山梨県道・長野県道11号北杜富士見線が建設されたことにより、路線が吸収されたからであるが、同路線のそばには旧道の未舗装の姿を見ることの出来る部分も存在する。

### 路線データ
- 起点：山梨県北杜市小淵沢町小淵沢観音平
- 終点：山梨県北杜市小淵沢町小淵沢大平（山梨県道11号北杜富士見線交点）
- 延長：約3.5km

## 通過する自治体
- 山梨県北杜市

## 交差・接続する道路
- 山梨県道11号北杜富士見線（北杜市小淵沢町大平）

## 周辺
- 編笠山
- グリーンロッジ
- 観音平展望台
- 延命水
- 山梨県営八ヶ岳牧場
- 信玄の棒道